# Quena
La quena (del quechua qina pronunciado [qɛna]) es un instrumento de viento de bisel, parecido a una flauta. Es uno de los instrumentos más antiguos del continente americano, ampliamente utilizado en la región andina del  Perú, Bolivia, Ecuador, norte de Chile y Argentina, la quena se difundió por la zona de la Cordillera de los Andes durante el Imperio Incaico. 
Su origen se puede rastrear en las culturas andinas preincaicas. Un grupo de quenas que se ubican entre las más antiguas de América fueron halladas en los vestigios arqueológicos en la ciudadela de la civilización Caral que tiene una antigüedad de 5.000 años, pero la quena más antigua fue hallada en la zona de Chilca-Perú, relativamente cerca a Caral aunque con una antigüedad de mil años más antigua que esta, es decir una antigüedad de 6.000 años, lo que se constituye probablemente en la quena más antigua de América.  El equipo del arqueólogo argentino Carlos Aschero encontró en 1973 ocho quenas, siete de ellas de caña de bambú y una de hueso, en el yacimiento Inca Cueva (Jujuy), datado en unos 4.000 años antes del presente.
El primer registro documental de la palabra quena apareció en el vocabulario de la lengua aimará del misionero Ludovico Bertonio en 1612.
En la actualidad es uno de los instrumentos más populares de los conjuntos folclóricos de música andina, extendiéndose su uso también a la música de fusión, world music, música nueva era, etc. 

## Patrimonio Cultural de la Nación en el Perú
En el año 2009 el aerófono conocido como Quena fue declarado Patrimonio Cultural de la Nación del Perú, por ser el instrumento de viento autóctono de mayor trascendencia en la música tradicional peruana por su antigüedad, su difusión, la riqueza de sus variantes y la peculiaridad de su sonido. La norma indica en su parte considerativa que quenas de distinto número de orificios han sido halladas en Lambayeque y Huánuco, y su uso se extendió hasta Puno, Nasca, Huancavelica, Cajamarca, Ayacucho y Apurímac, entre otras zonas del país.
Este título fue concedido por Resolución Directoral Nacional RDN 1103/INC-2008 en agosto del 2008, en mérito a la expresión de la identidad cultural y social con raíces prehispánicas, constituye un instrumento tradicional de gran originalidad. Con la publicación de la Resolución el Ministerio de Cultura del Perú resuelve en su artículo 1:

“Declara Patrimonio Cultural de la Nación a la Quena por ser el instrumento de viento autóctono de mayor trascendencia en la música tradicional peruana por su antigüedad, su difusión, la riqueza de sus variantes y la peculiaridad de su sonido.”

## Características, acústica y evolución
Según la clasificación de Hornbostel-Sach, las quenas se incluyen entre los aerófonos sin canal de insuflación con tubo resonador longitudinal abierto. El código asignado de acuerdo a las características anteriores es 421.111.12.
El sonido se regula a través de siete agujeros de digitación, seis al frente y uno atrás, para el pulgar. Aunque existen quenas de cuatro y hasta ocho orificios. La quena tiene una embocadura (escotadura o muesca) que se ajusta al labio del ejecutante para la producción del sonido. Actualmente, la quena profesional suele estar afinada en Sol M (escala diatónica con tónica en Sol), mide alrededor de 35 cm de largo, pudiendo variar su diámetro y tamaño de los orificios, ajustándose a los dedos del instrumentista y a los requisitos acústicos de la afinación.
El sonido obtenido es más grave, si es mayor la longitud del tubo resonador. Las quenas de gran tamaño miden entre 50 y 80 cm de longitud y están afinadas en escalas más graves. En esta última clasificación se incluyen  a los quenachos (quena tenor) y  a las mamaquenas (quena bajo). Por otro lado, los tipos más pequeños de quenas como las quenillas (quena soprano), están afinadas en escalas más agudas. El pinkullo o pinkillo, aunque se suele considerar como quena, no lo es técnicamente ya que es una flauta de pico.
De manera estándar, según las longitudes de la quena se suele afinar de la siguiente manera:
- Quena soprano (quenilla): Re+
- Quena contralto (quena estándar): Sol+
- Quena tenor (quenacho): Re+
- Quena bajo (mamaquena): Sol+

Sin embargo, puede haber variaciones que pueden tener un tono más alto o más bajo según los requerimientos del músico. Esta secuencia de afinación es un tono más alto que la flauta dulce (flauta soprano: Do+; flauta contralto: Fa+; flauta tenor: Do+; flauta bajo: Fa+).
La quena moderna sufrió cambios en su estructura para adecuarse a la música en escalas musicales europeas, tanto diatónica como cromática. Antiguamente, sus cinco orificios eran adecuados para ejecutar melodías pentatónicas, características de la música incaica. Luego, en el proceso de imitación de los aerófonos europeos, aumentaron los orificios a seis, siete o incluso ocho.
La quena moderna (de 7 orificios) es un instrumento cromático y es capaz de reproducir tres octavas de notas, superando al de otros instrumentos de viento tradicional. Siguiendo el índice acústico internacional, en la quena contralto afinada en sol+, la nota sol más grave está por debajo de la do 4 (do central), siendo por ende un sol 3. Asimismo, la quena puede llegar a sonidos que superan el sol 5, como es la 5, si 5, do5 y re 5; además, en quenas muy bien fabricadas pueden llegar a sol 6.

## Construcción y materiales
Las quenas son tradicionalmente fabricadas de caña, cortada en su entrenudo. Normalmente las quenas tienen un extremo abierto donde se talla la embocadura (escotadura o muesca), y un extremo terminal (u orificio distal) formado por un nudo del bambú, perforado con un agujero de un diámetro menor que el resto del tubo. Algunos constructores, sin embargo, no practican esta técnica, y cortan el tubo de bambú de manera que el orificio distal sea del diámetro del resto del tubo. En principio se utilizaban cañas de bambúes verdes o secos de origen americano (tokhoro, géneros Aulonemia o Rhipidocladum), pero la introducción de bambúes asiáticos al continente americano hizo que se emplearan también estos nuevos materiales. Las distintas especies de bambú tienen características diferentes en lo que hace a la geometría de los entrenudos (más o menos cónicos o cilíndricos) y su textura interna, lo que da por resultado diversos tipos de quenas.

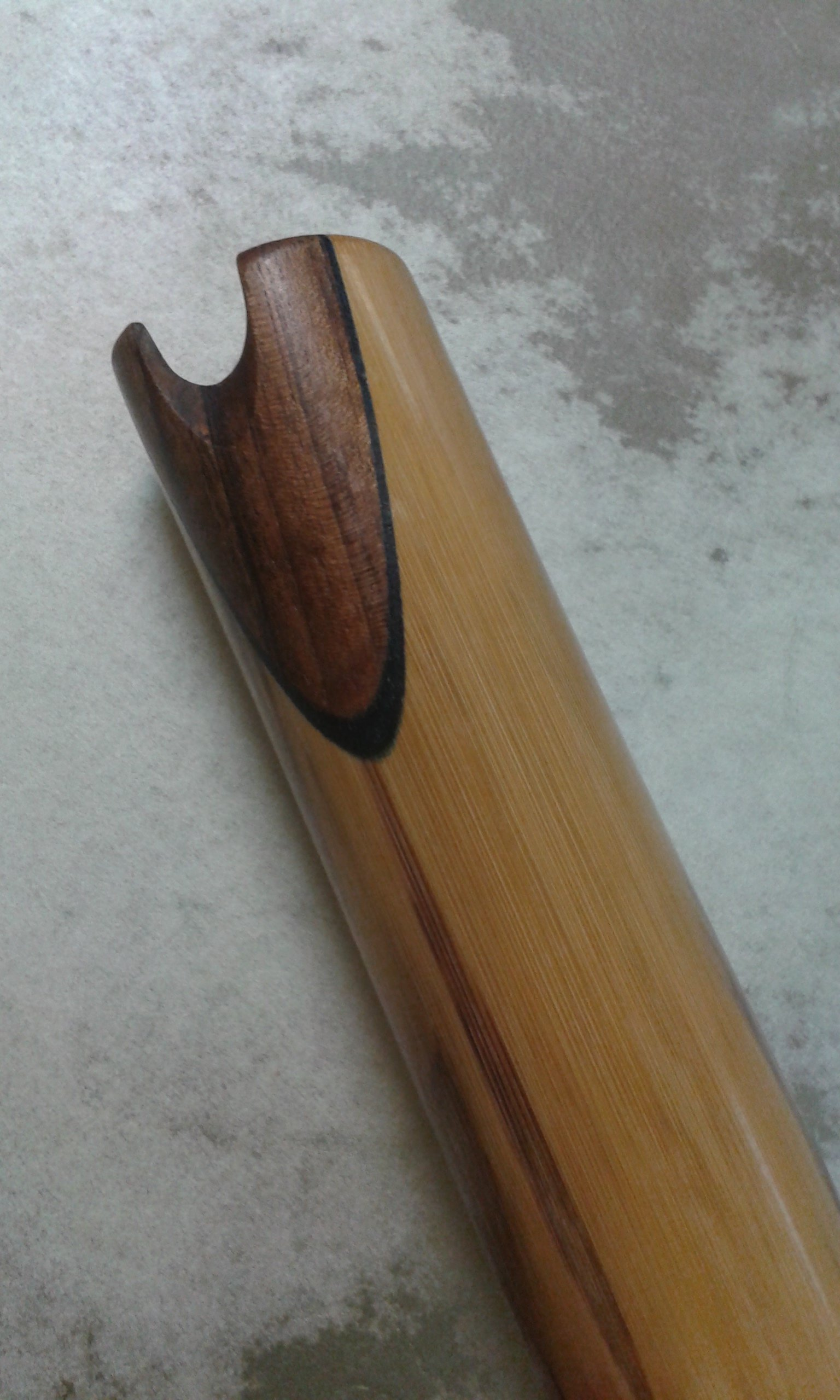
[https://www.unmundodebambu.com.ar/principal.htm Quena de caña con bisel de madera incrustado

Hay una gran variedad de quenas americanas de diferentes regiones cada una con su particularidad y sus detalles, actualmente en Argentina existen diversos lutieres de quenas que se encargan de buscar nuevas alternativas experimentando con materiales como el bambú combinado con maderas de gran dureza para la zona del bisel, lo cual es beneficioso para aquellos músicos que buscan un corte del chorro de aire más preciso y un bisel que permita jugar con el aspecto tímbrico del instrumento. Este tipo de Quena con materiales combinados existe gracias al proceso de incrustación de maderas específicas sobre el material que constituye al tubo del instrumento. Según el bisel que tenga cada quena será diferente y se adaptará a la búsqueda de cada músico. 
Algunas maderas que se utilizan para mejorar la calidad del bisel y el cuerpo son Ébano, Jarilla, Palo violeta, Itín, Palo santo, Guayubira, Pino, Estróbilos, Cocobolo.
Las nuevas técnicas de fabricación de quenas incluyen procesos como sellado, laqueado y pulido, además, actualmente existe más información respecto de la calidad de la madera que es expuesta al proceso de estacionamiento, lo cual influye directamente en el sonido, calidad y duración del instrumento.
También se fabrican actualmente quenas con afinación móvil, es decir con una cabeza que se puede separar del cuerpo permitiendo subir o bajar la afinación del instrumento según las necesidades del instrumentista, esto es posible gracias a la combinación de maderas con metal.

## Técnicas de digitación de la quena

Notación de digitación de quena.

Las formas de colocar las manos varían dependiendo del número de orificios que tenga el instrumento. En la quena estándar de 7 orificios es común que la mano derecha vaya abajo y la mano izquierda arriba. Asimismo, la forma de digitar más común es usando tres dedos de cada mano para los orificios frontales y el pulgar de una mano para el orificio posterior.
Se utilizan dos digitaciones básicas: directa, en la cual las notas de la escala mayor se obtienen destapando los agujeros progresivamente, y la cruzada, en la cual algunas notas (por ejemplo el Do y Sol agudo) se obtienen con una digitación de horca u horquilla (tapando el agujero subsiguiente). La principal dificultad técnica para el dominio del instrumento reside en obturar parcialmente los agujeros para lograr semitonos y vibratos específicos. Para este propósito también existen algunas digitaciones de horquilla.
La siguiente es una notación gráfica para la digitación de este instrumento
○ orificio abierto
● orificio obturado
En su versión estándar (afinado en sol+), los orificios de este instrumento aerófono se corresponden, en sentido de abajo hacia arriba, con las siguientes notas musicales:
- Todas las aberturas cerradas: SOL
- Primera abertura abierta: LA
- Segunda abertura abierta: SI
- Tercera abertura abierta: DO
- Cuarta abertura abierta: RE
- Quinta abertura abierta: MI
- Sexta abertura abierta: FA#
- Todas las aberturas abiertas: SOL

## Instrumentistas destacados
Se puede mencionar como quenistas destacados a Alejandro Vivanco Guerra, Raymond Thevenot, Uña Ramos, Antonio Pantoja, Waskar Amaru, Lucho Cavour, Gilbert Favre, Guillermo de la Roca, Domingo Ríos, Pedro Chalco, Raúl Olarte, Rolando Encinas, Facio Santillán, Arturo Flores, Luis Chugar, Jorge Cumbo, René de la Rosa, Sergio "Checho" Cuadros, Fabián Triana, Mariana Cayón, Micaela Chauque, Jorge Valenzuela.